# Sabazia trianae
Sabazia trianae là một loài thực vật có hoa trong họ Cúc. Loài này được (Hieron.) Longpre miêu tả khoa học đầu tiên năm 1970.